# Le1f
Kalifa, anciennement connu sous le pseudonyme Le1f, de son vrai nom Khalif Diouf, né le 6 avril 1989 à Manhattan, New York, est un rappeur et producteur de hip-hop américain. Il dirige le label de hip-hop Camp and Street, une division de Greedhead Music. En tant que rappeur gay, il attire l'attention de par son style musical unique et subversif,,,. Après une série de mixtapes et d'EPs bien accueillie, il publie son premier album, Riot Boi, en novembre 2015.

## Biographie
Né à Manhattan, New York, Diouf apprend le ballet et la danse moderne, étudie à la Concord Academy en 2007 et gagne son diplôme de danse à la Wesleyan University avant de retourner dans sa ville natale et de devenir rappeur.
Initialement connu pour avoir produit des chansons pour le groupe de hip-hop Das Racist, incluant le premier single Combination Pizza Hut and Taco Bell, il se popularise comme artiste en solo avec la publication de sa mixtape Dark York en avril 2012. Le premier single, Wut, produit par 5kinAndBone5, attire l'attention et une vidéo est tournée puis publiée en juin 2012.
En novembre 2012, Diouf participe à la chanson Fuckin the DJ de Mykki Blanco (sur lequel il coproduit avec Boody) issue de sa mixtape Cosmic Angel: The Illuminati Prince/ss. Plus tard le même mois, Diouf publie un EP collaboratif avec Boody, intitulé Liquid, qui suit de la vidéo promotionnelle du single Soda. Sa deuxième mixtape Fly Zone est publiée en janvier 2013. La mixtape, bien accueillie par la presse spécialisée, fait participer Heems, DonChristian, et Kitty.
En août 2013, Le1f accuse publiquement le rappeur Macklemore, sur la chanson de ce dernier Thrift Shop, de lui avoir pris son beat issu de la chanson Wut de Le1f. Le1f, qui se revendique afro-américain et gay, critique de nouveau Macklemore pour sa chanson Same Love, l'accusant d'exploiter les droits LGBT à des fins financières,,. En septembre 2013, Diouf publie sa troisième mixtape, Tree House, qui suit de la vidéo de son second single Hush Bb,.
En février 2014, Terrible Records annonce la signature de Diouf et son futur EP, intitulé Hey, qui sera publié le 11 mars 2014. Le 13 mars 2014, Diouf apparaît à la télévision nationale dans l'émission Late Show with David Letterman.
En novembre 2015, Diouf publie son premier album studio aux labels XL et Terrible Records. L'album fait notamment participer Evian Christ, Junglepussy, Balam Acab, Lunice, Boody, Sophie, et Dev Hynes.

## Discographie

### EPs
- 2012 : Liquid (Boysnoize Records) (avec Boody)
- 2013 : Hey (XL/Terrible Records)
- 2018 : Blue Dream